# 川添善行
川添 善行（かわぞえ よしゆき、1979年 - ）は、日本の建築家。東京大学准教授。

## 概要
東京大学工学部建築学科卒業後、オランダ留学などを経て、建築がもつ役割を拡張すべく世界の都市再生の研究を通して、建築デザインの社会的可能性を広げている。
32歳のときに、東京大学に自身の研究室を開設した。これは歴史的にも稀な若さである。国内外にて数多くの実践を行う一方、書籍などの執筆を通してデザイン理論の構築を行なっている。
2011年から10年近くにわたり、東京大学の新図書館計画の設計を担当した。
単体の建築物の設計のほか、高齢化が進む和歌山市加太に分室をつくって活動を行うなど、地方創生に関する多彩な取り組みも注目されている。
大学のほかに、設計事務所である空間構想において設計活動を展開している。

## 略歴
- 1979年、神奈川県川崎市生まれ。
- 1997年、浅野中学校・高等学校卒業。
- 2001年、東京大学工学部建築学科卒業。
- オランダのデルフト工科大学に留学し帰国後、内藤廣に師事した。
- 2011年から、東京大学生産技術研究所にて川添研究室を主宰している。
- 工学博士。
- 明治学院大学 学長特別補佐（2023年-2024年）

## 受賞
- 2008年（平成20年） - 土木学会景観デザイン研究発表会優秀講演賞
- 2009年（平成21年） - グッドデザイン賞
- 2013年（平成25年） - グッドデザイン 未来づくりデザイン賞[3]
- 2015年（平成27年） - 日本建築学会作品選集新人賞
- 2016年（平成28年） - ロヘリオ・サルモナ・南米建築賞 名誉賞[4]
- 2019年（令和元年） - 第45回 東京建築賞 最優秀賞（一般二類部門）
- 2019年（令和元年） - 照明学会 照明デザイン賞入賞
- 2022年（令和4年） - BELCA賞
- 2023年（令和5年） - 日本コンクリート工学会賞作品賞
- 2023年（令和5年） - アメリカコンクリート工学会賞
- 2024年（令和6年） - メセナ大賞
- 2024年（令和6年） - 木質建築空間 一般建築部門賞
- 2024年（令和6年） - 四国建築賞優秀賞
- 2024年（令和6年） - 日本空間デザイン賞 審査員特別賞

## 主な建築作品
- 2008年　ベレン公園図書館
- 2012年　佐野の庫裡
- 2013年　佐世保の実験住宅 ハウステンボス スマートハウス
- 2013年　弥生の研究教育棟 I-REF
- 2015年　変なホテル
- 2017年　現バー[5]
- 2017年　東京大学総合図書館 別館[6]
- 2017年　黄金の茶室[7]
- 2018年　東京大学生産技術研究所川添研究室加太分室地域ラボ
- 2020年　浅野学園100周年記念リングおよび広場
- 2020年　和歌山市駅前広場
- 2020年　東京大学総合図書館 本館改修
- 2021年　望洋楼
- 2022年　四国村ミウゼアム「おやねさん」
- 2023年　湘南工科大学附属高校図書館
- 2024年　インド工科大学 ビジネス・インキュベーションセンター
- 2024年　インド工科大学 中央図書館

## 著作

### 単著
- 『世界のSSD100　都市持続再生のツボ』（彰国社、2007年）（ISBN:4395008593）
- 『このまちに生きる―成功するまちづくりと地域再生力』（彰国社、2013年）（ISBN:4395010393）
- 『空間にこめられた意志をたどる』（幻冬舎、2014年）（ISBN:4344952464）
- 『OVERLAP 空間の重なりと気配のデザイン』（鹿島出版会、2024年）（ISBN:4306047105）
- 『EXPERIENCE　生命科学が変える建築のデザイン』（鹿島出版会、2024年）（ISBN:4306047091）

### 共著
- 『日本野 : 必要だけど足りない、これからの日本の緑』（日経BP社、2013年） (ISBN: 9784822264802)
- 『ようこそ建築学科へ! : 建築的・学生生活のススメ』（学芸出版社、2014） (ISBN: 9784761513368)
- 『レジリエンスと地域創生 : 伝統知とビッグデータから探る国土デザイン』（明石書店、2015年） (ISBN: 9784750341507)
- 『Disaster resilient cities : concepts and practical examples』（Butterworth-Heinemann、2016年）（ISBN:9780128098622）
- 『科学の技法 : 東京大学「初年次ゼミナール理科」』（東京大学出版会、2017年） (ISBN: 9784130623186)
- 『科学の最前線を歩く 』（白水社、2017年） (ISBN: 9784560095638)
- 『東京大学本郷キャンパス : 140年の歴史をたどる』（東京大学出版会、2018年） (ISBN: 9784130013505)
- 『日本の建築文化事典』（丸善出版、2020年） (ISBN: 9784621304082)
- 『テーマでとく光のデザイン手法と技術』（彰国社、2020年） (ISBN: 9784395321575)
- 『情報と建築学: デジタル技術は建築をどう拡張するか／東京大学特別講義』（学芸出版社、2024年）(ISBN: 4761528869)

## その他
- LIXIL学生のための住宅デザインコンペ、トウキョウ建築コレクションなどで審査員を歴任。